# Рогинский, Григорий Константинович
Григорий Константинович Рогинский (1895, Бобруйск — 17 декабря 1959, Красноярск) — деятель советской юстиции, 2-й заместитель прокурора СССР.

## Биография
Родился в Бобруйске в семье провизора. Еврей. Кроме него, у Константина Григорьевича и Анны Марковны было ещё двое детей; сын Борис и дочь Ревекка.
До Октябрьской революции Григорий Константинович нигде не служил — давал частные уроки. Вступил в партию в 1917, а через год познакомился с Н. В. Крыленко, председателем Революционного трибунала и главным обвинителем по политическим делам. В 1921—1922 выдвинулся в число основных сотрудников трибунала. В последующие годы работал в системе Верховного суда РСФСР, вначале в Ростове-на-Дону, а затем на Дальнем Востоке.
В 1925 вернулся в Москву, где до 1928 занимал должность прокурора Уголовно-судебной коллегии Верховного суда РСФСР, а потом стал старшим помощником прокурора Республики. Принимал участие во всех важнейших делах того времени, проделал большую работу по подготовке «шахтинского процесса» и исполнял на нём обязанности помощника главного обвинителя, а также отличился в деле Промпартии. В 1929—1930 Г. К. Рогинский был прокурором Ростовской области и Северо-Кавказского края, потом снова вернулся в Москву. В 1931 вместе с Н. В. Крыленко он участвовал в процессе меньшевиков. Когда Н. В. Крыленко занял пост наркома юстиции РСФСР, он сделал Г. К. Рогинского членом коллегии наркомата.
В апреле 1933 года Рогинский помогал А. Я. Вышинскому в процессе инженеров. В Прокуратуре Союза ССР занял должность старшего помощника прокурора, с «отнесением к его ведению отдела общего надзора за законностью», в марте следующего года он стал уже заведующим сектором по делам промышленности, а в апреле 1935 года постановлением ЦИК СССР утверждён в должности второго заместителя Прокурора Союза ССР. Курировал органы НКВД, уголовно-судебный отдел и Главную военную прокуратуру; утверждал почти все обвинительные заключения по так называемым «контрреволюционным» делам, участвовал в подготовительных заседаниях Военной коллегии Верховного суда СССР, а также присутствовал при казни лиц, осуждённых к расстрелу. Иногда в отсутствие А. Я. Вышинского и первого заместителя он исполнял обязанности Прокурора Союза ССР. Часто выезжал в командировки в различные регионы Союза: Дальневосточный край, Закавказье, Украину, Свердловск, Ростов-на-Дону и другие.
После увольнения Ф. Е. Нюриной из прокуратуры республики в августе 1937 некоторое время исполнял обязанности прокурора РСФСР, являлся депутатом Верховного Совета РСФСР.
Рогинский был непосредственно причастен к гибели многих людей, чьи обвинительные заключения он бесстрастно утверждал. Среди них немало прокурорских работников, в том числе первый Прокурор Союза ССР И. А. Акулов, и. о. прокурора республики Нюрина Ф. Е., прокурор республики, нарком юстиции РСФСР и СССР Н.В. Крыленко и прочие. Современники вспоминают, что, направляя в суд дела в отношении бывших соратников, неуверенный и в собственной безопасности, был «неспокоен за себя и делал всё возможное, чтобы заручиться поддержкой и доверием со стороны работников НКВД». Например, присутствуя на казни И. А. Акулова вместе с заместителем наркома внутренних дел М. П. Фриновским, когда Акулов сказал: «Ведь вы же знаете, что я не виноват», Рогинский стал осыпать его бранью. Позже он признавался Л. Р. Шейнину, что далеко не убеждён в действительной виновности Акулова.

### Арест
А. Я. Вышинский 25 мая 1939 направил лично начальнику следственной части НКВД СССР Б. З. Кобулову строго секретное письмо. Там сообщалось, что в уголовном деле бывших судебных и прокурорских работников Красноярского края имеются данные о принадлежности Г. К. Рогинского к контрреволюционной организации, предположительно существующей в органах прокуратуры, и приложены были протоколы допросов. Б. З. Кобулов передал эти материалы для проверки своему заместителю Л. Е. Влодзимирскому. Однако до ухода Вышинского из Прокуратуры Союза ССР Рогинский продолжал выполнять свои обязанности. Его положение пошатнулось только в августе 1939 года — новый Прокурор Союза ССР М. И. Панкратьев нашёл уважительную причину для увольнения Рогинского. В приказе было написано следующее:
«За преступное отношение к жалобам и заявлениям, поступающим в Прокуратуру Союза ССР, тов. Рогинского Григория Константиновича, несущего непосредственную ответственность за работу аппарата по жалобам и заявлениям, снять с работы заместителя Прокурора Союза ССР».
Почти месяц после увольнения жил в Москве, в Старопименовском переулке, вместе с женой Идой Михайловной и восемнадцатилетним сыном Семёном. 5 сентября 1939 арестован, постановление на арест вынес помощник начальника следственной части НКВД СССР Голованов, завизировал его Кобулов, а утвердил нарком внутренних дел Берия. Санкцию на арест дал Прокурор Союза ССР Панкратьев (он и Берия сделали это задним числом, только 7 сентября). В постановлении отмечалось, что «имеющимися в НКВД материалами Рогинский Г. К. достаточно изобличается как один из руководящих участников антисоветской правотроцкистской организации, существовавшей в органах прокуратуры».
Судебное следствие вёл Д. Я. Кандыбин, в последнем слове Г. К. Рогинский сказал:
«Граждане судьи, в антисоветских преступлениях я не повинен. Я прошу проанализировать мой жизненный путь. Я всегда и везде проводил правильную политику партии и Советского правительства, я вел борьбу с троцкистской оппозицией. В 1925—1927 годах я беспощадно громил „рабочую“ оппозицию, проникнувшую в Верховный Суд Союза ССР. Будучи на Кавказе, я вёл ожесточенную борьбу с кулачеством. В то время Андреев называл меня огнетушителем. Все последующие годы я по-большевистски вёл борьбу с врагами партии и советского народа. Я повинен в том, в чём повинны все работники прокуратуры и суда, что просмотрели вражескую работу некоторых работников НКВД и что к следственным делам относились упрощенчески. Если суд вынесет мне обвинительный приговор, то это будет крупнейшей судебной ошибкой. Я неповинен. Жду только одного: чтобы мое дело объективно было доследовано».
Суд удалился на совещание, и вскоре был вынесен приговор: «Рогинского Григория Константиновича подвергнуть лишению свободы с отбыванием в исправительно-трудовых лагерях сроком на пятнадцать лет, с последующим поражением в политических правах на пять лет и с конфискацией всего лично ему принадлежащего имущества».
После освобождения поселился в Красноярске, где умер 17 декабря 1959 года. В ноябре 1992 посмертно реабилитирован.

## Отзывы
Крайне негативные отзывы о Рогинском высказывал политзаключенный Дмитрий Панин в своей книге «Лубянка — Экибастуз. Лагерные записки».

Горе тем, кто попал на лагпункт вместе с Рогинским. Он оставлял повсюду за собой кровавый след. В пасть Ваалу он сталкивал всех, на чьих костях мог выслужиться и вновь возвыситься. Много позднее, уже в Москве, мне бросилась в глаза в отчетах о Нюрнбергском процессе фамилия Рогинского, который был назван рядом с генеральным прокурором СССР Руденко. Так, значит, это чудище выползло по трупам и снова заняло свое место у дымящегося кровью жертвенника?!— Дмитрий Панин, «Лубянка — Экибастуз. Лагерные записки»
Судя по всему, здесь Панин ошибся, приняв за Г.К. Рогинского его однофамильца Марка Юрьевича (1903 – 1991), действительно работавшего на Нюрнбергском процессе.

## Награды
- орден Ленина (29.08.1937) — в связи с 15-летием Прокуратуры СССР

## Комментарии
1. ↑  Д. М. Панин ошибается. В Нюрнбергском процессе участвовал не Г. К. Рогинский, а Марк Юрьевич Рогинский (1903—1991), также заместитель прокурора СССР[3][4]. В 1940 году Военная прокуратура обвиняла М. Ю. Рогинского в фальсификации дел по 58 ст. Г. П. Садового, А.И. Пестрикова и других. "На основании этих фальсификаций, Военной Коллегией выносились приговора с ВМН без права обжалования с немедленным приведением в исполнение. Таких дел, по которым практиковалась подобная фальсификация со стороны <...> РОГИНСКОГО М. не мало, их можно проверить в Военной Коллегии"[5]. Результаты проверки неизвестны.

## Публикации
- Уголовный суд и преступления в кооперации / Г. К. Рогинский, М. С. Строгович. — М.: Юридическое издательство Наркомюста РСФСР, 1926. — 48 с.
- Уголовный кодекс РСФСР: Изложение системы советского уголовного права. — Л.: Рабочий суд, 1928. — 164 с.
- Голунский С. А., Рогинский Г. К. Техника и методика расследования преступлений. — М., 1934.
- Уголовный кодекс РСФСР : Пособие для юридических вузов, школ и курсов / Г. Рогинский, Д. Карницкий. — 9-е изд. — М.: Советское законодательство, 1936. — 266 с.